# John Bullock
John Henry Bullock (* 4. Quartal 1869 in Llanbeblig, Caernarfon; † 19. Januar 1894 in Nottingham) war ein walisischer Fußballspieler.

## Karriere
Bullock spielte Anfang der 1890er regelmäßig für die Swifts genannte Reserve von Nottingham Forest, erstmals findet sich sein Name im März 1891. Zu Einsätzen in Pflichtspielen für die erste Mannschaft kam er zwei Mal: Ende April 1892 gehörte er als rechter Halbstürmer in einer Partie der Football Alliance gegen Grimsby Town (Endstand 1:1) zum Aufgebot, ein knappes Jahr später spielte er für den mittlerweile in die Football League First Division aufgenommenen Klub in einer Auswärtspartie bei den Bolton Wanderers (1:3) als rechter Läufer. In einer Aufstellung der Reservemannschaft findet er sich letztmals im März 1893 anlässlich einer Partie in der Midland Alliance.
Im September 1893 assistierte er St. Mark's in einer Partie bei Park-hill und überforderte mit „seinen schnellen und trickreichen Läufen“ die Abwehr der Heimmannschaft und war an drei von fünf Toren beteiligt.
Bullock verstarb im Januar 1894 im Alter von 24 Jahren in Nottingham.